# Cruzada de 1129
La Cruzada de 1129 o la Cruzada de Damasco fue una campaña militar del Reino de Jerusalén con fuerzas de los demás Estados cruzados y de Europa occidental contra el Emirato de Damasco. La cruzada, ideada por el rey Balduino II de Jerusalén, no logró alcanzar sus objetivos militares. Sin embargo, sus preliminares diplomáticos aseguraron la sucesión al trono de Jerusalén y el respaldo papal a los caballeros templarios.

## Planificación

### Diplomacia
Balduino II lanzó incursiones en territorio damasceno en 1125 y 1126, lo que le convenció de que necesitaba apoyo externo para tomar la ciudad, y con este fin, envió tres embajadas a Europa Occidental entre 1127-28. Steven Runciman argumentó que la muerte de Ṭoghtekin, emir de Damasco, el 11 de febrero de 1128 hizo que Balduino planeara otro intento contra Damasco, pero la evidencia de que ya se había enviado una embajada en 1127 sugiere que la decisión ya se había tomado. Balduino tampoco hizo campaña en 1127 ni en 1128, lo que sugiere además que estaba acumulando sus fuerzas en lugar de actuar de forma oportunista.
En 1127, Balduino envió a Hugo de Payns a Europa para reclutar hombres poderosos para la causa de una campaña contra Damasco. También solicitó la aprobación papal de su orden militar, los templarios. Balduino envió asimismo a Guillermo I de Bures y a Guido I Brisebarre para concertar el matrimonio de su heredera, Melisenda, con el conde Fulco V de Anjou. Partieron a finales del verano u otoño de 1127 y regresaron en mayo de 1129. Fulco era un viudo rico que ya había peregrinado a Jerusalén en 1120. La tercera embajada, emprendida por el arzobispo Guillermo I de Tiro y el obispo Roger de Ramla, tenía por objetivo asegurar la aprobación del papa Honorio II para el matrimonio, ya que esto daría como resultado que Fulco se convertiera en rey de Jerusalén tras la muerte de Balduino. En una carta de mayo de 1128, Honorio confirmó a Balduino II como rey legítimo de Jerusalén y aprobó a Fulco como su heredero.
No se sabe con certeza si Balduino recibió el respaldo papal para su acción ofensiva. Jonathan Phillips la califica de «un ejemplo temprano de una cruzada totalmente agresiva en su propósito». En términos de protección de los Santos Lugares, sólo podía justificarse como la eliminación de una amenaza cercana. Pruebas circunstanciales sugieren que pudo haber recibido la aprobación papal. Las cartas muestran a los cruzados prospectivos haciendo sus votos a cambio de la remisión de los pecados, algo que sólo la Iglesia podría haber garantizado. Un legado apostólico, el obispo Gerardo de Angulema, estuvo presente cuando Fulco, tras aceptar la propuesta de matrimonio, hizo su voto en Le Mans en mayo de 1128. Sin embargo, Hugo no se reunió personalmente con el papa, sino sólo con un legado apostólico, Mateo de Albano, en el Concilio de Troyes en enero de 1129, donde se aprobó el gobierno de los templarios. La ausencia de evidencias directas de la participación papal puede indicar una «falta de claridad sobre cómo debían iniciarse las cruzadas» en esta fecha tan temprana.

### Reclutamiento
El reclutamiento de la cruzada fue único. Fue realizada enteramente por los agentes de Balduino II, principalmente Hugo de Payns. No hay pruebas de predicación alguna. La única expedición anterior reclutada de este modo fue la Cruzada de 1107, que fue reclutada en Francia por su líder, Bohemundo I de Antioquía, que contaba con la aprobación papal. Ninguna cruzada posterior fue reclutada por hombres enviados desde los Estados cruzados, sino por predicadores europeos.
Se desconoce cuántos cruzados reclutó Hugo en Europa. Tanto las fuentes cristianas como las musulmanas coinciden en que el ejército que trajo consigo Fulco era numeroso. Según la Crónica anglosajona, «fue con [Hugo de Payns] y tras él un número tan grande de gente como nunca se había hecho desde la primera expedición», es decir, la Primera Cruzada de 1096-1099. La Gesta Ambaziensium dominorum registra «innumerables caballeros y soldados de infantería y muchos hombres de rango consular», es decir, condes. Los reclutas procedían en su mayoría de Anjou, Champaña, Flandes, Normandía y Provenza. Hay indicios de que Hugo reclutó en Inglaterra y Escocia. Recibió una gran suma de dinero del rey Enrique I de Inglaterra. Según Orderico Vital, muchos de los seguidores de Guillermo Clito se unieron a la cruzada tras el asesinato de su señor.
El ejército para la campaña de Damasco no se formó enteramente en Europa. Los otros Estados cruzados —el Principado de Antioquía, el Condado de Edesa y el Condado de Trípoli— también enviaron fuerzas dirigidas personalmente por sus respectivos gobernantes: Bohemundo II, Joscelino I y Ponce. El cronista damasceno contemporáneo Ibn al-Qalanisi cifra en 60.000 hombres, en su mayoría infantería, el total de las fuerzas reclutadas tanto por Hugo como por Fulco. Ibn al-Athir, que escribió en el siglo XIII, sitúa el número de caballeros en 2.000 y la infantería igual de numerosa. Thomas Asbridge estima el tamaño del ejército combinado (incluidas las fuerzas de los Estados cruzados) en 2.000 caballeros y 10.000 infantes. Jamal Al-Zanki calcula el ejército en 30.000 hombres, con sólo 2.000 caballeros.
Ibn al-Qalanisi afirma que Damasco contaba con 8.000 mercenarios y voluntarios procedentes de beduinos y turcomanos. Esto se sumaba al ejército regular, compuesto en su mayoría por turcomanos y que probablemente contaba con unos 7.000 efectivos. El comandante de los auxiliares beduinos era Murra ibn Rabīʿa. Según Ibn al-Qalanisi, los auxiliares turcomanos del ejército damasceno ansiaban luchar contra los infieles, una actitud que parece presagiar el auge de la política yihadista entre los musulmanes.

## Campaña

### Banias
Fulco zarpó a principios o mediados de abril y llegó al Reino de Jerusalén a finales de mayo de 1129. Parece que retrasó su partida cerca de un año para darle tiempo a Hugo de Payns a reclutar un ejército, ya que lo más seguro y eficaz era que todo el ejército europeo viajara junto. Su matrimonio con Melisenda tuvo lugar en Jerusalén antes de la campaña contra Damasco, que no comenzó hasta octubre.
Las campañas de invierno eran inusuales y a menudo se considera que la campaña de Damasco se retrasó por factores desconocidos. Hugo no llegó al Reino de Jerusalén hasta varios meses después del Concilio de Troyes, lo que Christopher Tyerman cita como posible causa del retraso. Por otra parte, a veces se considera que la campaña se precipitó en lugar de retrasarse. Esto depende de la afirmación de Ibn al-Athir de que Balduino II había negociado un acuerdo con conspiradores dentro de Damasco para entregarle la ciudad. Un viernes determinado, el visir de Damasco, Abū ʿAlī Ṭāhir ibn Saʿd al-Mazdaqānī, debía encerrar a la gente en la mezquita y abrir las puertas a los cruzados. A cambio, el visir recibiría la ciudad de Tiro, conquistada recientemente para el Reino de Jerusalén por la Cruzada de 1122-24.
En cualquier caso, tal entrega no se produjo porque el emir de Damasco, Taj al-Muluk Buri, hizo masacrar al visir y a los asesinos que le apoyaban el 4 de septiembre de 1129. Esto a su vez impulsó a Ismāʿīl al-ʿAjamī, comandante asesino de la ciudad de Banias, a rendir su fortaleza a los cruzados y refugiarse con sus hombres en el Reino de Jerusalén. Esta fue la única adquisición territorial asociada a la Cruzada de 1129. El ejército cruzado marchó para aceptar la rendición de Banias antes de volverse hacia su objetivo principal. La necesidad de guarnecer Banias puede haber influido en la fecha de inicio de la campaña. Balduino puso a Renier Brus al mando de Banias.

### Damasco
En octubre, el ejército cruzado combinado marchó hasta un radio de seis millas de Damasco. Instalaron un campamento cerca del Puente de Madera (Jisr al-Khashab) en Daraya, al suroeste de la ciudad. Según Guillermo de Tiro, el objetivo era tomar Damasco mediante asalto o por asedio. El emir de Damasco acampó frente a los cruzados. Las principales fuentes, Guillermo de Tiro e Ibn al-Qalanisi, coinciden en que los cruzados no se acercaron más a Damasco, pero Ibn al-Athir sugiere que, de hecho, se inició algún tipo de asedio.
A principios de noviembre, Guillermo I de Bures dirigió una expedición de forrajeo hacia el sur del Haurán. Según fuentes musulmanas, esta expedición estaba formada por tropas de élite. Guillermo de Tiro señala que eran 1.000 caballeros «de menor rango». Los forrajeadores se dispersaron descuidadamente por una zona amplia. Al enterarse de esto, Taj al-Muluk Buri envió a su caballería de élite —una fuerza mixta de turcomanos, beduinos y los askari de Hama al mando de Shams al-Jawāṣṣ— para atacar a los recolectores en un lugar llamado Burāq en Marj al-Ṣuffar a unas veinte millas al sur de la posición principal. El ejército de forrajeadores no estaba preparado para el ataque. Según Ibn al-Athir, fueron capturados 300 caballeros y 10.000 ovejas. Sólo Guillermo I de Bures y otros 39 lograron regresar al campamento para informar de la derrota. El panegirista de Būrī, Ibn al-Qaysarānī, alabó esta victoria: «tú [Būrī] guiaste a los caballos, protegiste [tu] tierra y a tu gente».
Tras la derrota, Balduino II dio la orden de atacar, pero una repentina tormenta y la niebla que siguió impidieron el avance de las tropas. Las lluvias hicieron intransitable el camino a Damasco. Según Guillermo de Tiro, esto se interpretó como un castigo divino por sus pecados y una señal de que debían retirarse. Ibn al-Athir e Ibn al-Qalanisi afirman que los cruzados se retiraron por miedo al ejército de Damasco. Según Miguel el Sirio, que podría basarse en la crónica contemporánea perdida de Basilio bar Shumna, Damasco pagó 20.000 dinares y ofreció un tributo anual a cambio de la retirada de los cruzados. El ejército cruzado se retiró el 5 de diciembre, dejando tras de sí un importante bagaje para ser capturado. Su retaguardia fue hostigada continuamente por el enemigo durante la retirada, que fue lenta pero ordenada. A su regreso, el ejército se disolvió inmediatamente. Según Ibn al-Qalanisi, con su retirada «los corazones de los musulmanes [de Damasco] fueron aliviados del terror».
Al examinar la derrota de los cruzados, Tyerman señala las dificultades logísticas inherentes a un ataque contra Damasco, que requeriría largas líneas de suministro a través del territorio enemigo. Al-Zanki sugiere que sólo 2.000 caballeros indicarían una escasez de jinetes y caballos. El fracaso de la cruzada marca el final de un periodo de agresión que incluyó la toma de Tiro y el asedio de Alepo (1124) y tres campañas contra Damasco. El único intento posterior de los cruzados sobre Damasco se produjo durante la Segunda Cruzada.